# ديك ونايت
ديك ونايت (بالإنجليزية: Dick Knight)‏ هو لاعب غولف أمريكي، ولد في 26 ديسمبر 1929 في أوماها في الولايات المتحدة، وتوفي في 25 مارس 1991 بسبب سرطان الرئة.